# Chiasmognathus
Chiasmognathus är ett släkte av bin. Chiasmognathus ingår i familjen långtungebin.
Kladogram enligt Catalogue of Life:
| Chiasmognathus | \| \| Chiasmognathus aegyptiacus \| \| \| \| \| \| Chiasmognathus gussakovskii \| \| \| \| \| \| Chiasmognathus orientanus \| \| \| \| \| \| Chiasmognathus pashupati \| \| \| \| \| \| Chiasmognathus taprobanicola \| \| \| \| |
|                | \| \| Chiasmognathus aegyptiacus \| \| \| \| \| \| Chiasmognathus gussakovskii \| \| \| \| \| \| Chiasmognathus orientanus \| \| \| \| \| \| Chiasmognathus pashupati \| \| \| \| \| \| Chiasmognathus taprobanicola \| \| \| \| |
|                | Chiasmognathus aegyptiacus |
|                | |
|                | Chiasmognathus gussakovskii |
|                | |
|                | Chiasmognathus orientanus |
|                | |
|                | Chiasmognathus pashupati |
|                | |
|                | Chiasmognathus taprobanicola |
|                | |